# GiroCredit Bank AG der Sparkassen
Die GiroCredit Bank AG der Sparkassen (GiroCredit) war eine österreichische Bank. Sie ging im Jahr 1992 aus einer Fusion des Instituts Girozentrale und Bank der österreichischen Sparkassen AG einerseits sowie der Österreichischen Credit-Institut AG andererseits hervor.

## Geschichte
Die GiroCredit wurde 1937 als Girovereinigung der österreichischen Sparkassen von den Sparkassen gegründet, um als Zentralinstitut der Sparkassengruppe in Österreich sowie als Clearingbank für Zahlungen zwischen den Sparkassen zu dienen. 1992 fusionierte das mittlerweile in Girozentrale der österreichischen Sparkassen Aktiengesellschaft umbenannte Institut mit dem ÖCI (Österreichisches Credit-Institut) zur GiroCredit Bank Aktiengesellschaft der Sparkassen.
1994 wurde die Bank mehrheitlich von der Anteilsverwaltung der Zentralsparkasse (AVZ) übernommen. Die AVZ war damals auch die Mutter der Bank Austria. In der Folge wurden einzelne Geschäftsfelder von GiroCredit Bank AG und Bank Austria jeweils an gemeinsame Tochterfirmen abgetreten (z. B. das Investment-Banking oder die Vermögensverwaltung.) Per Ende 1996 erreichte die Bank eine Bilanzsumme von 396 Milliarden Schilling und war somit eine der größten Banken Österreichs.
1997 verkaufte die AVZ ihren Mehrheitsanteil an der GiroCredit für 8,24 Mrd. ATS (ca. 600 Mio. Euro), dieser wurde mit der Erste österreichische Spar-Casse – Bank AG zur Erste Bank der österreichischen Sparkassen AG fusioniert.